# Amii Ozaki
Amii Ozaki (尾崎 亜美 Ozaki Ami?), nombre real Misuzu Ohara (小原 美鈴 Ohara Misuzu?, nacido 19 de marzo de 1957), es una cantante y compositor japonesa. Ella es de la ciudad de Kita-ku, Kioto, Prefectura de Kioto. Ha escrito música como Oribia o Kikinagara por Anri y Tenshi no Uinku por Seiko Matsuda, así como muchas otras canciones. Ozaki hace apariciones irregulares en programa radio por internet Kamiya Akira Hot Beat Party por su amiga Akira Kamiya. Su marido es músico Rei Ohara. Su madre es Akemi Ozaki, un fabricante de bolsos y monederos populares hechos de obi vintage.

## Historia
Ozaki comenzó a estudiar piano clásico en 1965 a la edad de ocho años. En el momento en que tenía dieciséis años, después de graduarse de la Escuela Secundaria Kinugasa en Kioto, que había comenzado a escribir sus propias obras y participar en un club de compositores amateurs. Su primer trabajo, Hitorikko ka Bakko, cuenta la historia de la soledad de la búsqueda de la madre. Ella asistió a la Escuela Secundaria Yamashiro en Prefectura de Kioto.
En 1974, Ozaki participó en su primera competencia, ganando ¥5000 y hacer una impresión favorable en uno de los jueces que indicaron que él pensaba que iba a convertirse en un profesional en el futuro cercano. Ella se convirtió en un DJ para Estudio Fōkusu en 1976, y comenzó a dar conciertos donde interpretó a la guitarra y el piano para acompañar sus canciones. Ella hizo su debut profesional en 1976 con el sencillo Toshiba EMI Express Contemplation / Winter Poster. Su nombre artístico de "Ami" viene de la palabra francés para "amigo".